# 사면 (토질역학)
사면(斜面, slope)은 경사면을 뜻한다. 활동하는 토층의 깊이에 따라 유한 사면과 무한 사면으로 나눈다.

## 분류
- 유한 사면(finite slope) : 활동하는 토층 깊이가 사면 높이에 비해 큰 사면

- 단순 사면 : 사면의 꼭대기나 사면의 끝부분이 평형을 이루는 사면
- 직립 사면 : 연직으로 절취된 사면

- 무한 사면(infinite slope) : 활동하는 토층 깊이가 사면 높이에 비해 작은 사면

## 사면의 안정 해석법

### 종류
- 질량법 : 사면을 형성하는 흙이 균질한 경우 사용

- {\displaystyle \phi _{u}=0}의 사면 안정 해석(질량법)
- 마찰원법(friction circle method)

- 절편법(분할법; slice method) : 사면을 형성하는 흙이 비균질인 경우 사용. 절편의 양쪽에 작용하는 연직방향 합력은 0이라고 가정한다.

- Fellenius 방법({\displaystyle \phi =0} 해석법)
- Bishop 방법({\displaystyle c-\phi } 해석법)

### 절편법(분할법)

#### Fellenius 방법(ϕ=0{\displaystyle \phi =0}해석법)
- 공극 수압을 고려하지 않는 전응력 해석법이다.
- Bishop 방법에 비해 계산이 간편하다.
- 사면의 단기 안정 분석에 적합한 해석법이다.

#### Bishop 방법(c−ϕ{\displaystyle c-\phi }해석법)
- 공극 수압을 고려하는 유효 응력 해석법이다.
- 계산이 복잡하다.
- 사면의 장기 안정 분석에 적합한 해석법이다.

## 직립 사면의 안정
{\displaystyle H_{c}}를 한계고라 하고, H를 사면고(사면의 높이)라 할 때, 직립사면의 안전율은
{\displaystyle F={\frac {H_{c}}{H}}}

## 무한 사면의 안정

### 안전율
안전율을 {\displaystyle F_{s}}라 할 때, 각각의 경우 무한 사면의 안전율은 다음과 같다. S는 전단 강도, {\displaystyle \tau }는 전단 응력, c'은 점착력, u는 공극 수압, {\displaystyle \phi '}은 내부 마찰각, i는 사면의 경사각, z는 활동층의 연직 깊이이다.
- 전단 강도에 대한 안전율

{\displaystyle F_{s}={\frac {S}{\tau }}={\frac {c'+(\sigma -u)\tan \phi '}{\tau }}}
- 지표면까지 포화된 경우(일반적인 흙)

{\displaystyle F_{s}={\frac {c'}{\gamma _{sat}z\cdot \cos i\cdot \sin i}}+{\frac {\gamma _{sub}\cdot \tan \phi '}{\gamma _{sat}\cdot \tan i}}}
- 지표면까지 포화되고, c'=0인 경우(사질토의 경우)

{\displaystyle F_{s}={\frac {\gamma _{sub}\cdot \tan \phi '}{\gamma _{sat}\cdot \tan i}}}
- 지하수면이 지표면 아래에 있고, c'=0인 경우(사질토의 경우)

{\displaystyle F_{s}={\frac {\tan \phi '}{\tan i}}}

## 사면안정 공법
구조물을 설치하여 사면안전율을 높이는 방법에는 다음이 있다.
- 돌 쌓기, 돌 붙이기

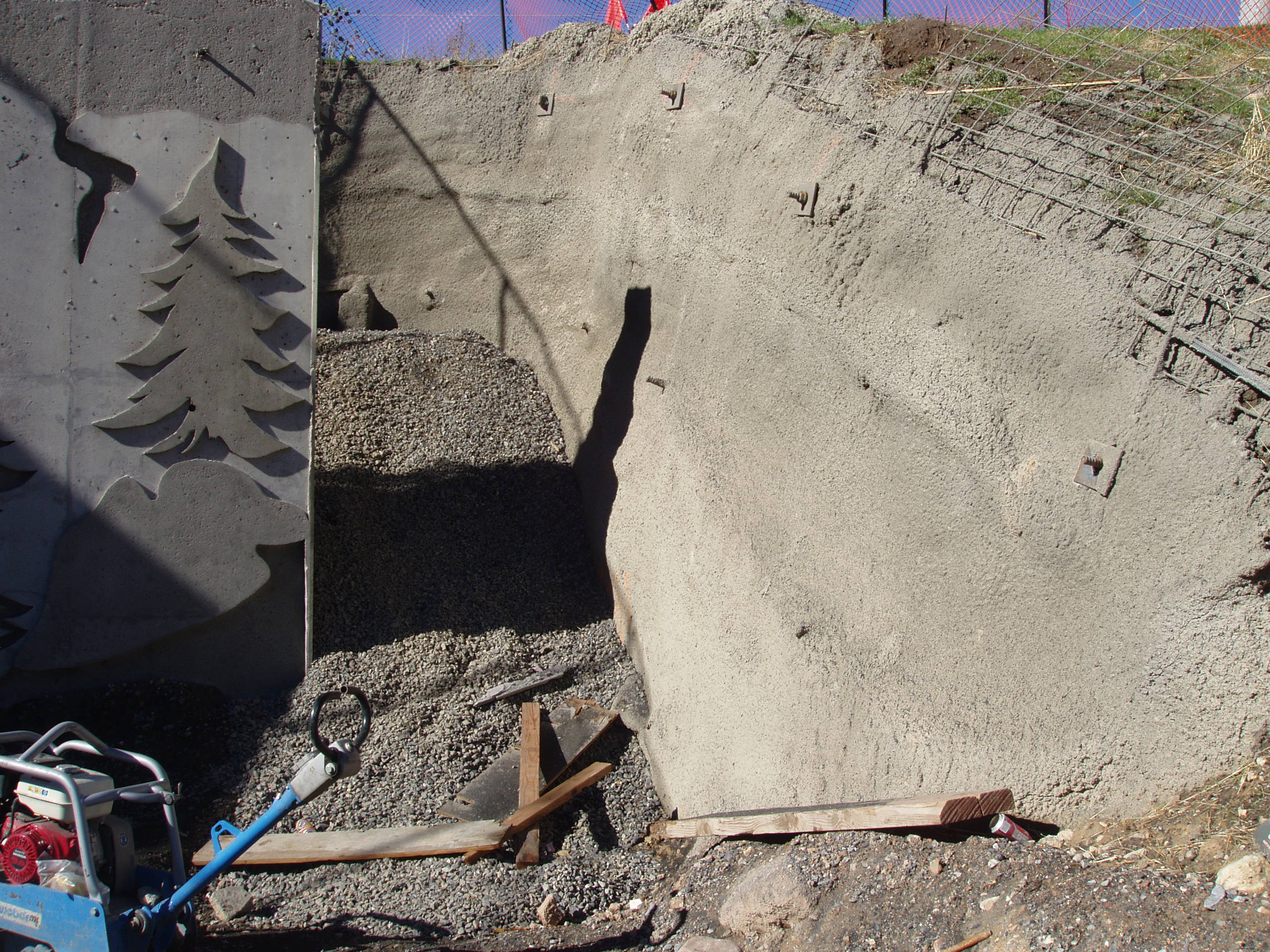
우측의 벽에 드문드문 박혀있는 철봉이 soil nail

- 콘크리트 블록 쌓기, 콘크리트 블록 붙이기
- 콘크리트 격자블록
- soil nailing
- anchor 공법

## 참고 문헌
- 임진근 외 (2010). 《토목기사 과년도 - 토질 및 기초》. 성안당.